# Anneli Hulthén

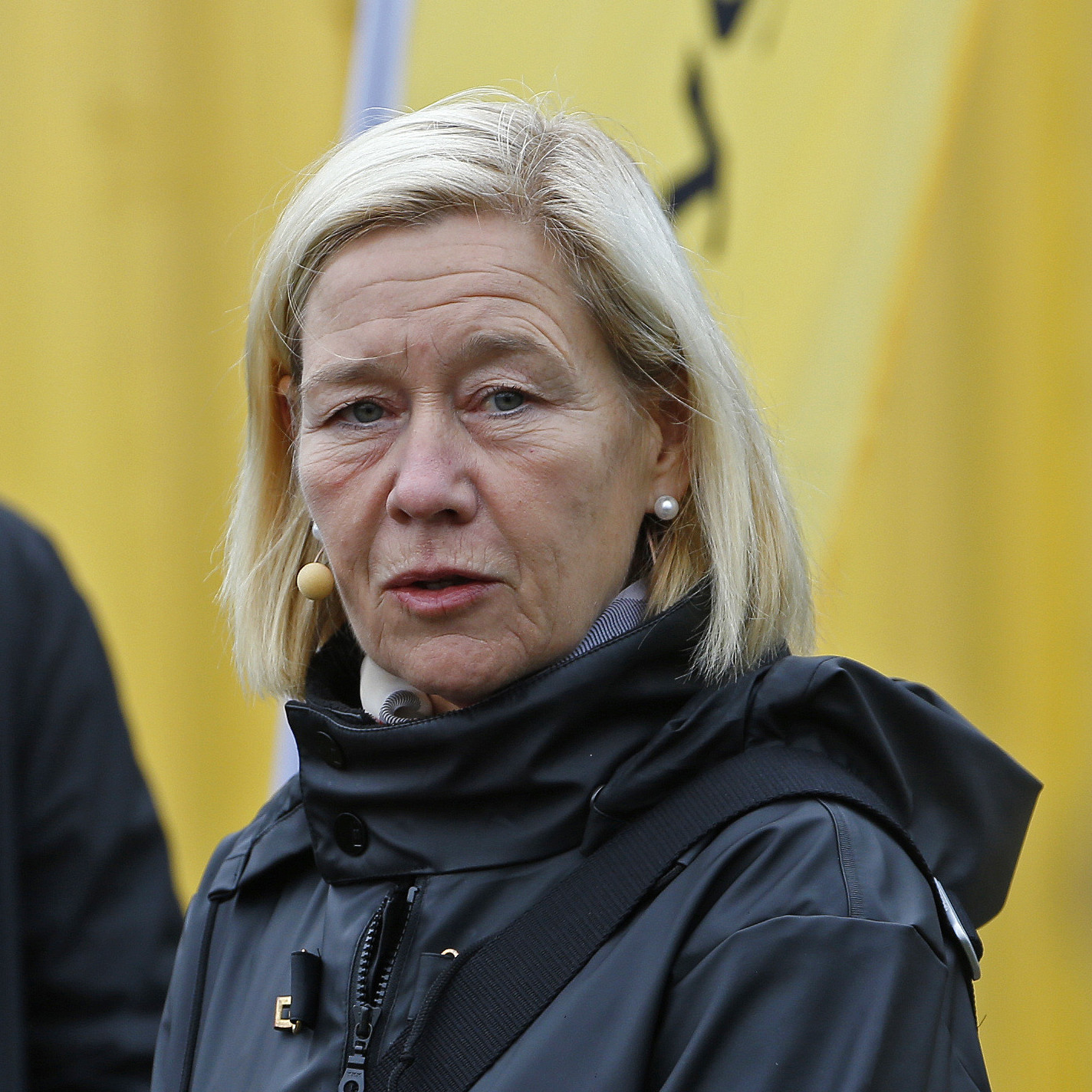
Anneli Hulthén, 2012.

Anneli Maria Hulthén, född 27 juli 1960 i Gamlestads församling i Göteborg, är en svensk socialdemokratisk politiker som sedan 1 oktober 2016 är landshövding i Skåne län efter att tidigare varit kommunstyrelsens ordförande i Göteborgs kommun från 2009.

## Biografi

### Politisk karriär
Hulthén var tjänstgörande ersättare i riksdagen 1987–1991 och ordinarie ledamot 1994–1995. Hon var ledamot i utrikesutskottet och suppleant i trafikutskottet, konstitutionsutskottet, jordbruksutskottet och näringsutskottet. Hon var därefter ledamot av Europaparlamentet 1995–2002.
Hulthén tillträdde som kommunalråd i Göteborgs kommun 2003. I den rollen var hon ordförande i trafiknämnden och byggnadsnämnden. Hon valdes därefter till ordförande i kommunstyrelsen efter Göran Johansson, med tillträde 13 januari 2009. Hon hade som kommunstyrelsens ordförande också ansvar för näringslivsfrågor, utvecklingsfrågor, infrastrukturfrågor, internationella frågor samt turism.
Hulthén har varit ordförande i Business Region Göteborg, ledamot i den politiska styrgruppen för The Scandinavian 8 Million City och ledamot i Svenska Mässans huvudmannaråd. Hon har även varit styrelseledamot för Sveriges Kommuner och Regioner. Från 2009 till 2016 satt hon i Socialdemokraternas verkställande utskott.
Hulthén har gjort sig känd för sitt stora engagemang för cykling, exempelvis genom att cykla till arbetet och för sin resa med cykel till Stockholm 2009 för att delta vid Socialdemokraternas kongress. År 2010 vann hon Svensk Cyklings årliga politikerpris.
Den 18 januari 2016 lämnade Hulthén posten som kommunalråd och gruppledare för Socialdemokraterna i Göteborgs kommunstyrelse. Hon efterträddes av Ann-Sofie Hermansson, som var valberedningens förslag.

### Landshövding
Den 22 september 2016 utsågs hon av regeringen till landshövding i Skåne län och tillträdde sin tjänst den 1 oktober 2016. I maj 2022 förlängdes hennes förordnande, som nu sträcker sig till 30 september 2025.

### Familj
Hon har dottern Amalia Rud Stenlöf med Morten Rud Pedersen.